# Manemergus
Manemergus es un género de plesiosaurio de la familia Polycotylidae cuyos registros fósiles pertenecen al Cretácico superior,  específicamente al Turoniense. Esta género fue encontrada en Marruecos en el 2005 y contiene una sola especie Manemergus anguirostris.  El espécimen fue descubierto cerca de la ciudad de Goulmima (Tizi-n-Imnayen) en la cadena montañosa Atlas, en la misma localidad donde se descubrió otro policotilido, el Thililua longicollis.

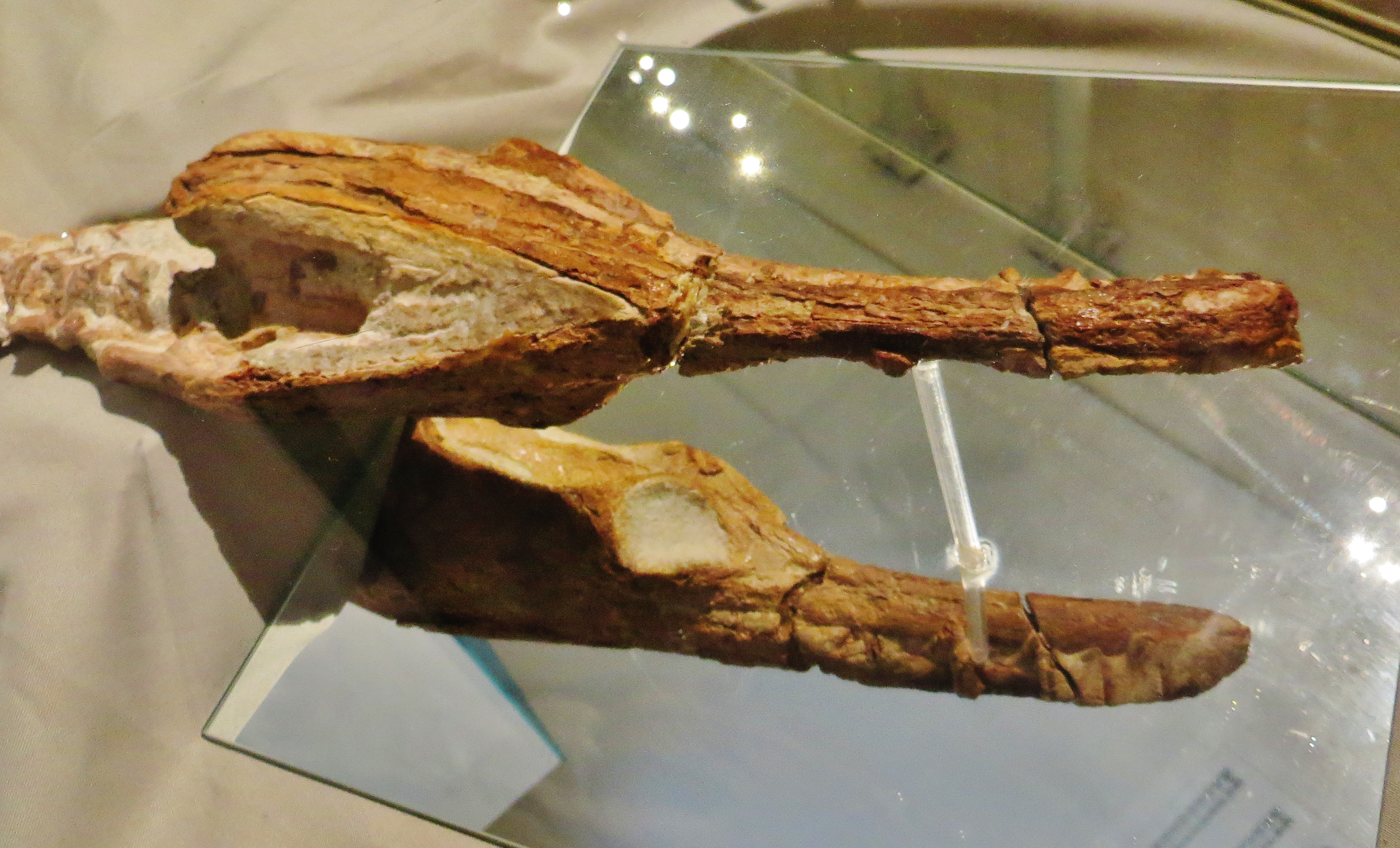
Cráneo de Manemergus.